# آدام جونز (بازیکن فوتبال آمریکایی)
آدام برنارد «پَکمَن» جونز (Adam Jones متولد ۳۰ سپتامبر ۱۹۸۳) بازیکن فوتبال آمریکایی در پست کُرنربَک و متخصص بازگرداندن توپ است. او در حال حاضر در تیم سینسینتی بنگالز در لیگ ملی فوتبال (آمریکا) بازی می‌کند. او در دوران دانشگاه در تیم ویرجینیای غربی بازی می‌کرد.

## سال‌های اولیه
جونز در آتلانتا در جورجیا به دنیا آمد. مادرش دِبوراه جونز به همراه مادربزرگش کریستین جونز او را بزرگ کردند. پدرش در یک سرقت در سال ۱۹۹۱ وقتی که ۲۶ سال داشت کشته شده بود. مربی او در دوران کودکی گَری جونز، مربی کهنه کار شهر سَندتَون، بود.